# Чернопятнистая лягушка
Чернопятнистая лягушка, или китайская водяная лягушка (лат. Pelophylax nigromaculatus) — вид бесхвостых земноводных из семейства настоящих лягушек, обитающий на Дальнем Востоке.

## Внешний вид
Максимальная длина равна 9,7 см. Спина между хорошо выраженными спинно-боковыми складками покрыта тонкими короткими продольными кожными рёбрышками. Задние конечности (голени) не укороченные. Внутренний пяточный бугор высокий, полукруглый, с острым краем, как у прудовой лягушки. Самцы обладают парными внешними боковыми резонаторами. На первом пальце у них развивается тёмно-серая брачная мозоль.
Окраска сверху зелёного, серо-оливкового или коричневого цвета различных оттенков с многочисленными крупными тёмными пятнами и светлой (от белой до зеленоватой) полосой вдоль середины спины. Спинно-боковые складки светлого, иногда бронзового оттенка или зеленоватые. Снизу белого цвета. У части особей горло пятнистое. Самки окрашены более контрастно, чем самцы.

## Ареал
Обитает на Корейском полуострове, в Японии (кроме острова Хоккайдо), Китае (кроме северо-запада, Тибета и самого юга страны). Северная граница ареала проходит по реке Амур в Хабаровском крае, в Приморском крае населяет равнинную часть бассейна реки Уссури (Россия).

## Образ жизни
Любит равнинную часть в зоне широколиственных и кедрово-широколиственных лесов, в лесостепных и степных местностях. Тесно связана с водоёмами, от которых далеко не уходит, чаще держится у берега на расстоянии 2—3 м. Встречается в разнообразных водоёмах со стоячей водой, в больших лужах, прудах, канавах, озёрах, старицах рек. Часто встречается в долинных и пойменных водоёмах, как лесных (но не в глубине массива), так и открытых, а также в водоёмах среди кустарников. Достаточно обычная на заливных пойменных и равнинных лугах с густой высокой травой, в частности на морском побережье. Везде предпочитает участки с водной растительностью.
Активность круглосуточная — подвижная днём и ночью, особенно в затенённых местах и густой траве. В жару может скрываться и проявлять активность преимущественно в ночное время (особенно на сухих открытых участках). Способна зарываться в рыхлую почву, используя большие пяточные бугры.
Охотится на суше. Питается насекомыми, в основном жуками, гусеницами, прямокрылыми, двукрылыми и перепончатокрылыми.
На зимовку уходит в середине сентября — начале октября. Зимует в воде на глубине до 2 м под слоем ила. Чаще выбирает большие стоячие водоёмы с большим слоем ила, реже проточные. Миграции сеголеток к местам зимовки отмечены в конце сентября при температуре воздуха днём около 12—15 ° С. Весной пробуждается в мае. Через 2—3 суток начинаются концерты самцов.

## Размножение и развитие
Половая зрелость наступает в возрасте 2 лет при длине тела 5,2—6 см. Период размножения приходится на вторую половину мая — первую половину июня. Спаривание происходит чаще всего на мелководье (на глубине 25—30 см). Самка откладывает 1100—3700 икринок диаметром яйцеклетки 1,5—2,2 мм. Кладки икры обычно располагаются неглубоко (5—10 см).
Эмбриональное развитие продолжается около 3 суток, при похолодании 5—6 суток. Метаморфоз наступает через 80 суток после откладывания икры, обычно в начале августа. Головастики длиной 7 см (с хвостом). На ротовом диске зубчики образуют 3 ряда выше и ниже клюва. Сеголетки появляются в начале августа при длине тела около 2,5 см.